# Luísa de Saxe-Meiningen
Guilhermina Luísa Cristina de Saxe-Meiningen (em alemão:  Wilhelmine Louise Christine; 6 de Agosto de 1752, Frankfurt – 3 de Junho de 1805, Cassel), foi uma princesa de Saxe-Meiningen por nascimento e duquesa de Hesse-Philippsthal-Barchfeld por casamento.

## Vida
Luísa era filha de António Ulrico, Duque de Saxe-Meiningen (1687-1763) e da sua segunda esposa, a princesa Carlota Amália (1730 - 1801), filha de Carlos I, Conde de Hesse-Philippsthal.
Luísa casou-se a 18 de Outubro de 1781 em Meiningen com Adolfo, Conde de Hesse-Philippsthal-Barchfeld (1743-1803). Já no seu contrato de casamento, que foi formulado pela sua mãe, que na altura era regente do seu irmão Carlos Guilherme, Duque de Saxe-Meiningen, em conjunto com o conde Adolfo, se encontrava estipulado que a sua futura esposa será a única guardiã dos seus filhos enquanto forem menores de idade, assim como administradora dos seus bens. Quando Adolfo morreu em 1803, Luísa apresentou o contrato ao Reichskammergericht e este tribunal confirmou o seu direito de guarda dos seus três filhos.

## Descendência
Do seu casamento Luísa teve os seguintes filhos:
1. Frederico de Hesse-Philippsthal-Barchfeld (31 de dezembro de 1782 - 5 de fevereiro de 1783), morreu com pouco mais de um mês de idade.
2. Carlos, Conde de Hesse-Philippsthal-Barchfeld (27 de junho de 1784 - 17 de julho de 1854), casado primeiro com a condessa Augusta de Hohenlohe-Ingelfingen; com descendência. Casado depois com Sofia de Bentheim e Steinfur; com descendência.
3. Guilherme de Hesse-Philippsthal-Barchfeld (10 de agosto de 1786 - 30 de novembro de 1834), casado com a princesa Juliana Sofia da Dinamarca; sem descendência.
4. Jorge de Hesse-Philippsthal-Barchfeld (11 de outubro de 1787 - 27 de abril de 1788), morreu aos cinco meses de idade.
5. Ernesto Frederico de Hesse-Philippsthal-Barchfeld (28 de janeiro de 1789 - 19 de abril de 1850), morreu solteiro e sem descendência.
6. Carlota de Hesse-Philippsthal-Barchfeld (22 de maio de 1794 - 7 de agosto de 1794), morreu aos dois meses de idade.

## Genealogia
| Carlota de Saxe-Meiningen | Pai: António Ulrico, Duque de Saxe-Meiningen | Avô paterno: Bernardo I, Duque de Saxe-Meiningen     | Bisavô paterno: Ernesto I, Duque de Saxe-Gota                            |
| Carlota de Saxe-Meiningen | Pai: António Ulrico, Duque de Saxe-Meiningen | Avô paterno: Bernardo I, Duque de Saxe-Meiningen     | Bisavó paterna: Isabel Sofia de Saxe-Altemburgo                          |
| Carlota de Saxe-Meiningen | Pai: António Ulrico, Duque de Saxe-Meiningen | Avó paterna: Isabel Leonor de Brunswick-Wolfenbüttel | Bisavô paterno: António Ulrich, Duque de Brunsvique-Luneburgo            |
| Carlota de Saxe-Meiningen | Pai: António Ulrico, Duque de Saxe-Meiningen | Avó paterna: Isabel Leonor de Brunswick-Wolfenbüttel | Bisavó paterna: Isabel Juliana de Schleswig-Holstein-Sønderburg-Nordborg |
| Carlota de Saxe-Meiningen | Mãe: Carlota Amália de Hesse-Philippsthal    | Avô materno: Carlos I, Conde de Hesse-Philippsthal   | Bisavô materno: Filipe, Conde de Hesse-Philippsthal                      |
| Carlota de Saxe-Meiningen | Mãe: Carlota Amália de Hesse-Philippsthal    | Avô materno: Carlos I, Conde de Hesse-Philippsthal   | Bisavó materna: Catarina de Solms-Laubach                                |
| Carlota de Saxe-Meiningen | Mãe: Carlota Amália de Hesse-Philippsthal    | Avó materna: Carolina Cristina de Saxe-Eisenach      | Bisavô materno: João Guilherme III, Duque de Saxe-Eisenach               |
| Carlota de Saxe-Meiningen | Mãe: Carlota Amália de Hesse-Philippsthal    | Avó materna: Carolina Cristina de Saxe-Eisenach      | Bisavó materna: Cristina Juliana de Baden-Durlach                        |